# Niwa Nagakuni
Niwa Nagakuni est un nom japonais traditionnel ; le nom de famille (ou le nom d'école), Niwa, précède donc le prénom (ou le nom d'artiste).
Niwa Nagakuni (丹羽長国, 22 mai 1834-15 janvier 1904) est un daimyo de la fin de l'époque d'Edo à la tête du domaine de Nihonmatsu, renommé pour sa gestion du han au cours de la guerre de Boshin.

## Biographie
Nagakuni, appelé Hōzō (保蔵) dans son enfance, naît à Nihonmatsu le 22 mai 1834, 6e fils de Niwa Nagatomi. Le 15 novembre 1858, il succède à son père comme chef de famille lorsque ce dernier se retire. Il poursuit la mission conjointe de défense côtière à Tomitsu (avec le han d'Aizu) commencée par son père. En 1860, il envoie des forces au service de sécurité à Kyoto et se trouve confronté à un incendie dans sa jōkamachi (ville-château), sinistre qui altère gravement ses ressources. Ces dépenses sont amplifiées par les problèmes de la situation économique désastreuse déjà existante du domaine à la suite de la grande famine de l'ère Tenpō ainsi que par la corruption bureaucratique. En conséquence, le domaine de Nihonmatsu est économiquement complètement paralysé à la fin de l'époque d'Edo. Il rejoint cependant la confédération du nord des domaines alliés en 1868 et combat les forces du gouvernement de Meiji. Cependant, Nihonmatsu est défait et contraint de céder pour 50 000 koku de ses propriétés. En outre, selon les conditions du gouvernement, Nagakuni se retire et son fils adoptif Niwa Nagahiro (frère d'Uesugi Mochinori, daimyo du han de Yonezawa) lui succède.
Nagakuni porte le titre Sakyō-dayū (左京大夫) et le 4e rang inférieur de cour (jū shi-i no ge, 従四位下).
Au cours de l'ère Meiji, Nagakuni vit suffisamment longtemps pour voir le clan Niwa récupérer une partie de sa fortune et lui-même reçoit le titre de vicomte (子爵, shishaku) dans le cadre du nouveau système nobiliaire mis en place par le gouvernement de Meiji. Il meurt en 1904.

## Source de la traduction
- (en) Cet article est partiellement ou en totalité issu de l’article de Wikipédia en anglais intitulé « Nabeshima Naotada » (voir la liste des auteurs).